# حسين كنكوني
حسين أحمد حسين كنكوني، مواليد (1989-) لاعب كرة قدم كويتي حارس نادي كاظمة الرياضي ومنتخب الكويت لكرة القدم ، ونادي الفحيحيل سابقا وهو شقيق الحارس شهاب كنكوني.